# Antonio León (Fußballspieler)
Antonio León, auch bekannt unter dem Spitznamen Negro, war ein (vermutlich mexikanischer) Fußballspieler auf der Position eines Verteidigers.  

## Leben
Antonio „Negro“ León gehörte zum Kader der Meistermannschaft des CD Veracruz, die in der Saison 1945/46 erstmals den Meistertitel in die Hafenstadt holte. 
León verbrachte mehrere Spielzeiten in Veracruz (nachweislich auch 1948/49 und 1951/52). Des Weiteren spielte er in der Saison 1949/50 für den Club Marte und in der darauffolgenden Spielzeit für den Club San Sebastián, mit dem er den allerersten sportlichen Abstieg aus der höchsten mexikanischen Spielklasse in die neu geschaffene Segunda División hinnehmen musste.

## Erfolge
- Mexikanischer Meister: 1945/46